# 王仁裕神道碑
王仁裕神道碑，位于中国甘肃省礼县，为一个省级文物保护单位，类型为石窟寺及石刻。
王仁裕神道碑的历史年代为北宋。